# Sankt Peter im Sulmtal
Sankt Peter im Sulmtal est une commune autrichienne du district de Deutschlandsberg en Styrie.